# Худ-Канал
Худ-Канал (англ. Hood Canal) — фьорд протяжённостью в 60 миль на западе штата Вашингтон, США.

## История названия
Назван в честь Самуэля Худа, (12 декабря 1724 — 27 января 1816) британского адмирала, участника войны за независимость США и Наполеоновских войн. Первоначально был назван как «Пролив Худа» (англ. Hood’s Channel) 13 мая 1792 года английским мореплавателем и исследователем Джорджем Ванкувером. В 1932 году получил официальное название «Худ-канал» (англ. Hood Canal).